# بونزا

بونزا شهری در شهرستان سولنزو در استان بانوا در بورکینافاسوی غربی است و جمعیت آن ۵٬۲۰۹ نفر است.